# Język średnioangielski
Język średnioangielski (ang. Middle English) – formy języka angielskiego funkcjonujące między inwazją normańską w 1066 roku a połową XV wieku, gdy standard Chancery zaczął się rozprzestrzeniać. Jako umowne rozgraniczenie między średnioangielskim a wczesnym nowoangielskim przyjęto rok 1440.
W okresie średnioangielskim z dialektów northumbryjskich zaczął się wykształcać język scots.

## Przykład
Po lewej fragment prologu Opowieści kanterberyjskich autorstwa Geoffreya Chaucera, a po prawej tłumaczenie w języku angielskim.
| Oryginalna wersja w języku średnioangielskim: Whan þat Aprill with his shoures sote Þe droghte of Marche haþ perced to the rote, And baðed euery veyne in swich licour, Of which vertu engendred is þe flour; Whan Zephirus eek with his swete breeþ Inspired haþ in euery holt and heeþ Þe tendre croppes, and the yonge sonne Haþ in the Ram his halfe course yronne, And smale fowles maken melodye, That slepen al the niȝt with open ye— So prikeþ hem Nature in hir corages— Þan longen folk to goon on pilgrimages, And palmeres for to seken straunge strondes, To ferne halwes, couthe in sondry londes; And specially, from euery shires ende Of Engelond to Caunterbury þey wende, The holy blissful martir for to seke, Þat hem haþ holpen, whan þat þey were seke. | Tłumaczenie na język nowoangielski: When that April with his showers sweet The drought of March has pierced to the root And bathed every vein in such liqueur Of which virtue engendered is the flower, When Zephyrus also with his sweet breath Inspired has in every holt and heath The tender crops, and the young sun Has in the Ram his half course run, And small fowls make melody That sleep all the night with open eye, So pricks them nature in their hearts, Then long folk to go on pilgrimages, And palmers for to seek strange strands To far shrines known in sundry lands, And specially from every shires’ end Of England to Canterbury they wend The holy blessed martyr for to seek That them has helped when that they were sick. |